# Albert Rodenboog
Albert Rodenboog (Leek, 24 mei 1953) is een Nederlands politicus. Hij is lid van het Christen-Democratisch Appèl (CDA).

## Biografie
Rodenboog werd geboren als oudste in een gezin van vier kinderen. Hij groeide op als zoon in een agrarisch gezin op een boerderij waar zijn vader veehandelaar was en waar hij tot zijn eenentwintigste heeft gewoond.

### Opleiding en loopbaan
Rodenboog ging naar de technische school waar hij leerde voor elektricien. Daarna behaalde hij ook nog diverse installatiediploma's. Later volgde hij nog een informatica-opleiding aan het Nederlands Studiecentrum, een management-opleiding via De Baak en een mediation-opleiding via het Steenkampinstituut.
Op zijn zestiende begon hij zijn loopbaan als onderhoudsmonteur bij een bedrijf dat zich onder andere bezighield met de productie van trailers, grootkeukenapparatuur en ketels. Na drie jaar kwam hij op de tekenkamer terecht. Uiteindelijk werkte hij zeven jaar bij dit bedrijf. Hierna was hij werkzaam bij een installatiebedrijf. Dit groeide van vijf naar honderd personeelsleden en hier eindigde hij na twintig jaar, waarvan de laatste 7 jaar, uiteindelijk als adjunct-directeur. Naast zijn loopbaan was hij ook actief als vrijwilliger binnen de kerk.

### Politieke loopbaan
Voordat Rodenboog actief werd in de politiek was hij al actief als penningmeester in het bestuur en fractieassistent van de CDA-afdeling in de gemeente Leek. In 1992 kwam hij zelf als gemeenteraadslid en fractievoorzitter in de gemeenteraad van Leek terecht. In 1997 gaf hij zijn baan als adjunct-directeur op en werd wethouder en locoburgemeester van Leek.
Vanaf 1 juni 2003 was hij burgemeester van Loppersum. Hier kreeg hij te maken met de gaswinningsproblematiek in Groningen. Wegens het gasdossier werd Rodenboog door het tijdschrift Binnenlands Bestuur in 2014 verkozen tot 'Beste Lokale Bestuurder 2013'. Eind mei 2018 kondigde Rodenboog zijn afscheid als burgemeester van Loppersum aan met ingang van 1 juli 2018. Bij zijn afscheid als burgemeester van Loppersum ontving hij tijdens een bijzondere raadsvergadering een koninklijke onderscheiding. Tijdens een afscheidsetentje met de gemeenteraad ontving hij de Zilveren legpenning van de gemeente Loppersum.
Op 29 augustus 2022 werd Rodenboog als oud-burgemeester van Loppersum verhoord door de parlementaire enquête naar aardgaswinning Groningen.

### Nevenfuncties
Momenteel bekleedt Rodenboog diverse nevenfuncties:
- ambassadeur van Stichting Voedselbank Groningen;
- voorzitter van het bestuur van Stichting Landschapsbeheer Groningen;[9]
- voorzitter van het bestuur van Stichting Klokkenspel Groningen;[10]
- voorzitter van de Raad van Advies van Vereniging Groninger Monumenten Eigenaren;[11]
- eigenaar van Adviesbureau Zuidhaege.[12]

### Onderscheidingen
Rodenboog heeft diverse onderscheidingen:
- Beste Lokale Bestuurder 2013 (2014);
- Ridder in de Orde van Oranje-Nassau (2018);
- Zilveren legpenning van de gemeente Loppersum (2018).

### Persoonlijk
Rodenboog is getrouwd, heeft 2 kinderen en is woonachtig in Assen.